# Norbert Metz
Jean-Joseph Norbert Metz, més conegut com a Norbert Metz, (Ciutat de Luxemburg, 2 de febrer de 1811 - Eich, Ciutat de Luxemburg, 28 de novembre de 1885) va ser un enginyer, empresari i polític luxemburguès. Amb els seus dos germans, membres de la poderosa família Metz, Charles i Auguste, van definir la vida política i econòmica de Luxemburg en la meitat del segle xix.
Metz va ser el líder de 'quarante huitards': els radicals liberals responsables de la promulgació de la Constitució de Luxemburg el 1848. Va ser nomenat pel rei a l'Assemblea dels estats el 1842, en representació del cantó de Capellen. Més tard va ser escollit per representar a Capellen a l'Assemblea Constituent, el 1848. Pro- belga i anti-Confederació Alemanya, després de les primeres eleccions, Metz va ser nomenat Ministre de Finances i d'Assumptes Militars.
El 21 de maig de 1834, es va casar amb Marie-Barbe-Philippe-Eugénie Tesch, qui va tenir tres fills abans de morir el 29 de gener de 1845. Es va tornar a casar amb la prima de Tesch, de divuit anys, Marie-Suzanne - Albertine Tesch el 7 de novembre de 1850.
Quan els seus dos germans van morir en un curt període (Charles el 1853 i Auguste el 1854), Norbert Metz es va retirar de la política, per dedicar-se per complet a les seves diverses activitats comercials: 
- El 1843 Auguste Metz va rebre l'autorització per processar mineral de ferro. Tanmateix, no va ser fins a 1847 que el «minette» es va utilitzar -mineral de baixa qualitat- d'Eich als forns de la seva foneria «Forges d'Eich».
- L'inventor Henry Bessemer va fer possible l'apogeu al negoci de la siderúrgia d'Auguste i Norbert Metz.
- El 1871, la foneria de Metz (més tard Arbed Esch-Schifflange) va ser fundada.
- A través d'una fusió amb les altres[foneries, el 1911 es va fundar Grup Arbed després de la mort de Norbert Metz.
- A més a més, mitjançant la «Fundació Norbert Metz», ell i la seva família van contribuir molt a la creació de l'hospital d'Eich.